# Zinder (Tiel)
Zinder is een cultuurcentrum in de gemeente Tiel. Het huisvest de openbare bibliotheek Rivierenland, het centrum voor de kunsten, de kunstuitleen en -expositieruimte, het poppodium, het toeristisch informatiepunt, het servicepunt amateurkunst en een café. De ondergrondse parkeergarage heeft ruimte voor bijna zeshonderd auto's. Samen met schouwburg en filmtheater Agnietenhof vormt het het "Cultuurbedrijf Tiel".

## Geschiedenis
De bouw van Zinder is gestart in januari 2014 en op 28 augustus 2017 opende het zijn deuren. Zinder is een onderdeel van het project Westluidense Poort. Met dit project wil de gemeente de ligging van Tiel aan de Waal beter benutten. De Westluidense Poort was in de middeleeuwen een stadspoort aan de zuidkant van de oude binnenstad van Tiel. Westluiden wil zeggen westelijke 'leede' of afwatering: de stadsgracht waterde hier via een sluis af op de Waal. De oude wijk Westluiden heet tegenwoordig Hertogenwijk.
Het project ligt op de locatie van het gebouw van de Maatschappij tot Gasvoorziening Gelders Rivierengebied (GGR-gas) dat in 2014 werd gesloopt. Aanvankelijk zou het ook een aantal appartementen en stadswoningen bevatten, maar door gebrek aan kopers is dit onderdeel niet gerealiseerd. Het gehele project was begroot op 43 miljoen euro, waarvan de provincie Gelderland 5 miljoen voor haar rekening nam in het kader van het Gelders Stedelijk Ontwikkelingsbeleid. Doordat de grond vervuild was, vielen de kosten echter aanzienlijk hoger uit en claimde bouwer Volker Stevin een miljoenenstrop. In november 2019 heeft de Raad van Arbitrage voor de bouw de vorderingen afgewezen.
Prinses Beatrix heeft het gebouw op 26 oktober 2017 officieel geopend.
In 2019 won Zinder de Steden in Beweging Award.
In 2020 hebben vrijwilligers op de plaats van het grote grasveld naast Zinder vlindertuin De Zindering aangelegd.

## Wetenswaardigheid
In de grond die vrijkwam bij de aanleg van de parkeergarage zijn vele historische voorwerpen gevonden, waaronder twaalf 10de-eeuwse zilveren munten, sieraden van Vikingen en mantelspelden.